# ویکتوریا وود
ویکتوریا وود (انگلیسی: Victoria Wood؛ ‏ ۱۹ مهٔ ۱۹۵۳ – ۲۰ آوریل ۲۰۱۶) کارگردان تلویزیونی، فیلم‌نامه‌نویس، ترانه‌سرا، تهیه‌کننده تلویزیونی، خواننده، بازیگر، کمدین اهل بریتانیا بود. وی بین سال‌های ۱۹۷۴ تا ۲۰۱۵ میلادی فعالیت می‌کرد.
از فیلم‌ها یا برنامه‌های تلویزیونی که وی در آن نقش داشته‌است، می‌توان به ویکتوریا وود با تمام مخلفات، کفش‌های باله و انجمن آخرالزمان آقایان اشاره کرد.